# فهرست شخصیت‌های آخرین بازمانده از ما
آخرین بازمانده از ما یک بازی ویدئویی اکشن-ماجراجویی است که در سال ۲۰۱۳ عرضه شد. توسعهٔ این بازی بر عهدهٔ ناتی داگ بوده‌است و به وسیلهٔ سونی اینتراکتیو انترتینمنت عرضه شده‌است. این بازی به رابطهٔ میان قاچاقچی جوئل، و الی می‌پردازد. جوئل پس از آخرالزمان وظیفهٔ اسکورت الی را در سراسر ایالات متحده دارد. رابطه بین این دو شخصیت اساس توسعهٔ این بازی شد.

## جوئل

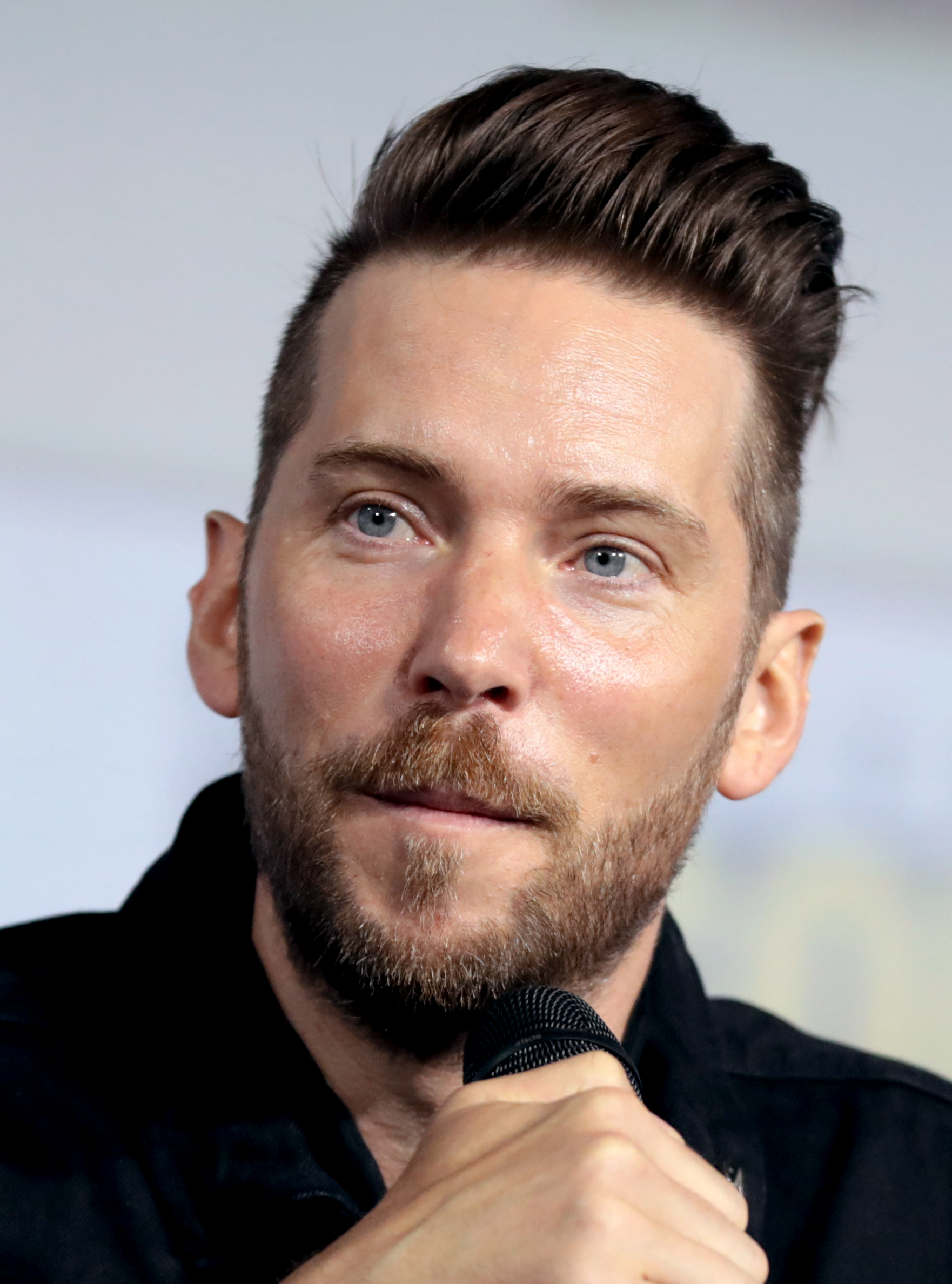
تروی بیکر صداگذار و ضبط حرکت جوئل.

جوئل میلر شخصیت اصلی بازی که صدا گذاری آن توسط تروی بیکر انجام شد. جوئل میلر متولد تگزاس در ایالات متحده است. در هنگام وقوع ویروس قارچی وی به همراه دخترش سارا و برادرش تامی فرار کرد. دختر جوئل در هنگام فرار توسط یکی از سربازهای مقابله با اغتشاش کشته می شود. بیست سال بعد از مرگ سارا، جوئل به عنوان یک قاچاقچی به همراه دوستش تس مشغول هستند. در یکی از ماموریت ها که توسط مارلین به آنها داده شد آنها وظیفه داشتند تا دختری به نام الی را پیدا کنند . پس از پیدا کردن الی، جوئل متوجه می شود که الی در برابر حمله های ویروس قارچی مصون است. پس از مرگ تس، جوئل باید الی را به جایی ببرد تا پزشکان با بررسی بدن الی علت چگونگی مصون بودن وی در برابر این بیماری را بررسی کنند. در ابتدا رابطه جوئل و الی بسیار سرد است و پس از گذر زمان رابطه این دو گرم تر و گرم تر می شود. اوج رابطه بین جوئل و الی را می توان در زمانی که جوئل به دلیل حمله توسط آدمخواران تقریباً از دست رفته بود اما الی به کمک وی آمد و یا در صحبت الی و جو در هنگام ماشین و همچنین تصمیم نهایی بازی بین این دو نفر مشاهده کرد.
هنگام طراحی ظاهر فیزیکی جوئل ، تیم طراحی بازی سعی کرد او را "انعطاف پذیر" نشان دهد تا بتواند او را به عنوان "نیروی بی رحم در یک شهر قرنطینه شده" و همچنین "یک شخصیت پدر دلسوز برای الی" ظاهر کند. دراکمن در هنگام به تصویر کشیدن جوئل در ابتدا تلاش کرد با الهام گرفتن از جاش برولین در فیلم جایی برای پیرمردها نیست وی را فردی آرام نشان دهد. در عین حال تروی بیکر توانست چاشنی احساس را به شخصیت وی اضافه کند. دراکمن احساس می کرد که بازیکنان، می توانند با شخصیت جوئل و پیوند او با الی ارتباط برقرار کنند.
تروی بیکر صداگذاری و ضبط حرکت جوئل را در آخرین بازمانده از ما قسمت ۲ نیز برعهده داشت. پدرو پاسکال نیز نقش جوئل را در مجموعه تلویزیونی آخرین باز مانده از ما ایفا کرد.

## الی

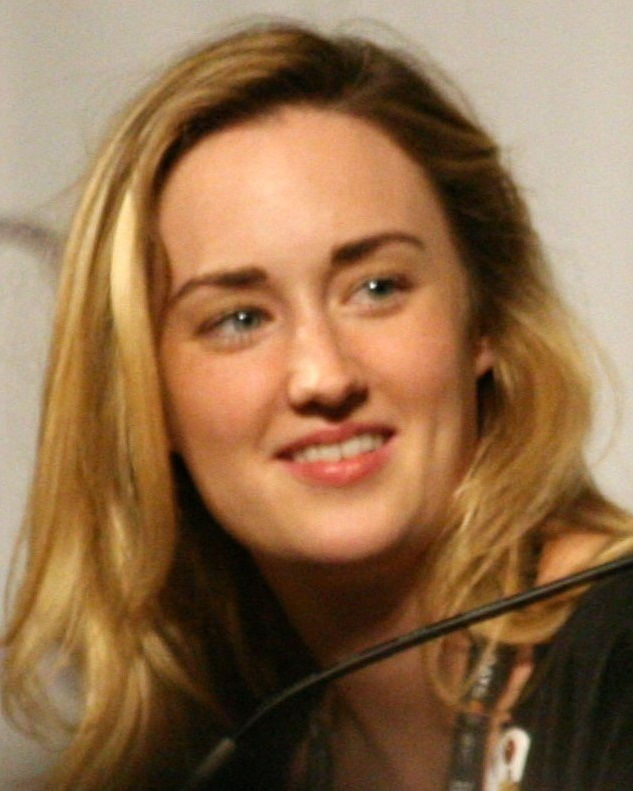
اشلی جانسون صداگذار و ضبط حرکت الی.

الی که صداگذاری و ضبط حرکت آن بر عهده اشلی جانسون بود یک دختر چهارده ساله یتیم و دیگر شخصیت اصلی بازی است.الی پیش از وقوع رویدادهای آخرین بازمانده از ما نتوانست به خوبی طعم زندگی را بچشد.
پس از زنده ماندن از آلودگی ویروس قارچی، الی ماموریت می یابد تا به جوئل برسد تا به فایر فلای برسد. الی در ابتدا از پیچیدگی، سکوت و خشک بودن جوئل عصبانی بود اما به مرور زمان شروع به احساس وابستگی شدید به او می کند. پس از تجربه برخوردی دردناک در زمستان، که در آن الی تقریباً توسط گروهی از آدمخواران مورد تجاوز و قتل قرار می گیرد، او گوشه گیر و درون گرا می شود. هنگامی که جوئل سرانجام او را به فایر فلای می رساند ، مشخص می شود که یک حالت جهش یافته ویروس قارچی در مغز او رشد کرده است ، که ممکن است برای ایجاد واکسن مورد استفاده قرار گیرد. برای استخراج قارچ ها، یک عمل روی مغز الی مورد نیاز است که احتمالاً باعث مرگ وی در حین عمل خواهد شد و الی از این قضیه بی خبر بود. در حالی که او برای جراحی آماده می شود، جوئل راهی اتاق عمل می شود و او را به محل امن می برد. وقتی الی از حالت بیهوشی بیدار می شود، جوئل به او می گوید که فایر فلای فرد دیگری را پیدا کرده است و نیازی به وی نیست. جوئل ترجیح میدهد حقیقت را در نسخه اول بازی به الی نگوید..
تیم طراح بازی احساس کرد که تعیین ظاهر فیزیکی الی "بسیار مهم" است. آنها احساس کردند که او باید آنقدر جوان به نظر برسد که بتواند رابطه خود با جوئل را برای بازیکنان باورپذیر کند، اما از طرفی نیز آنقدر بزرگ شده است که بتواند به عنوان یک نوجوان باهوش در شرایط ویروسی زنده بماند.همچنین الی همجنسگرا بوده است و این قضیه توسط دراکمن نیز تایید شد.
اشلی جانسون صداگذاری و ضبط حرکت الی را در آخرین بازمانده از ما قسمت ۲ نیز برعهده داشت. بلا رمزی نیز نقش الی را در مجموعه تلویزیونی آخرین باز مانده از ما ایفا کرد.

## تامی
تامی که صداگذاری و ضبط حرکت آن بر عهده جفری پیرس می باشد، برادر جوئل است. در شیوع اولیه، او جوئل و سارا را سوار ماشین خود کرد تا آنها را به سلامت برسانند. هنگامی که ماشین با یک کامیون برخورد می کند، او از جوئل دفاع می کند و سارا را که پایش به شدت آسیب دیده است برای رساندن به نقطه امن کمک می کند. پس از مرگ سارا ، جوئل و تامی در ابتدا با هم پیش می روند اما دیدگاه های متفاوت و راه های سخت جوئل منجر به بیگانگی آنها شد و تامی برای پیوستن به فایر فلای جوئل را ترک می کندو به همراه همسرش ، ماریا ، در اطراف یک نیروگاه کار در وایومینگ شهرکی می سازد. سالها بعد ، جوئل به شهرک تامی می رسد و برادران دوباره به هم می پیوندند. تامی در ابتدا از برداشتن الی از دستان جوئل امتناع می کند، اما با دیدن پیوند نزدیک آنها و متوجه شدن این که جوئل برای محافظت از الی به هیچکس اعتماد ندارد، موافقت می کند که او را نزد مارلین ببرد.
تیم توسعه ظاهری بازی سعی کرد تامی را شبیه به جوئل اما با رویکرد دلسوزانه نسبت به وقایع جهان در آورد. تامی در حالی که آدم تندی همانند جوئل است لطافت و احساسی را دارد که جوئل از آن بی بهره است پیرس در ابتدا برای بازی در نقش جوئل تست داد، که بعداً این نقش به تروی بیکر واگذار شد. هنگامی که تیم ملزم به بازیگری برای بازی در نقش تامی شد، بلافاصله با پیرس تماس گرفتند، زیرا تحت تأثیر تست بازیگری او در نقش جوئل قرار گرفتند.

## مارلین

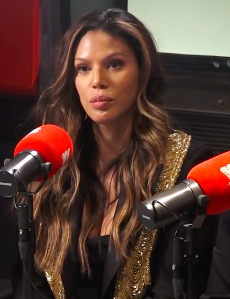
مارلی دندریج صداگذار و ضبط تصویر نقش مارلین.

مارلین رهبر یک جنبش شبه نظامی به نام فایرفلای است که امیدوار است اشغال نظامی مناطق قرنطینه را از بین ببرد و کنترل دولت را بازگرداند. او توسط مادر الی که دوست نزدیک او بود مامور مراقبت از الی شد. جوئل، مارلین را در بیمارستان فایرفلای در لیک سیتی ، جایی که دانشمندان در حال آزمایش بر روی الی هستند ، ملاقات می کند. مارلین فاش می کند که آنها الی را جراحی می کنند که این جراحی منجر به مرگ او می شود. جوئل با این عملیات مخالف است و به مبارزه با مارلین و فایرفلای ادامه می دهد. بعد از اینکه جوئل الی را نجات می دهد ، مارلین سعی می کند او را از رفتن باز دارد و اصرار دارد که اینکار فقط مرگ او را به تأخیر می اندازد تا مرگ وحشتناک تری رخ دهد و بازگشت الی به او به ایجاد یک درمان در برابر عفونت کمک می کند. جوئل او را نادیده می گیرد و در عوض به شکم او شلیک می کند. او برای زندگی التماس می کند، اما جوئل او را با شلیک به سرش می کشد و اطمینان پیدا می کند که هیچ کس به دنبال آنها نخواهد ماند.
هدف تیم طراحی فیزیک مارلین بود تا او را "توانا و تحت کنترل" نشان دهد ، در حالی که شفقت را منتقل می کرد ، و باعث می شد بازیکنان باور کنند که او از الی مراقبت می کند. مارلی دندریج که مسئولیت صداگذاری و ضبط حرکت مارلین را بر عهده داشت، شخصیت مارلین را پیچیده دانست و معتقد بود که او "می خواهد بهترین و بزرگترین کار را انجام دهد". اگرچه او شخصاً معتقد بود که مارلین اساساً یک شخص "خوب" است ، اما دندریج احساس کرد که اخلاق مبهم شخصیت ها نقش مهمی در علاقه به انسانیت آنها دارد.
مارلی دندریج خودش نیز نقش مارلین را مجموعه تلویزیونی آخرین بازمانده از ما بازی می کند.

## تس

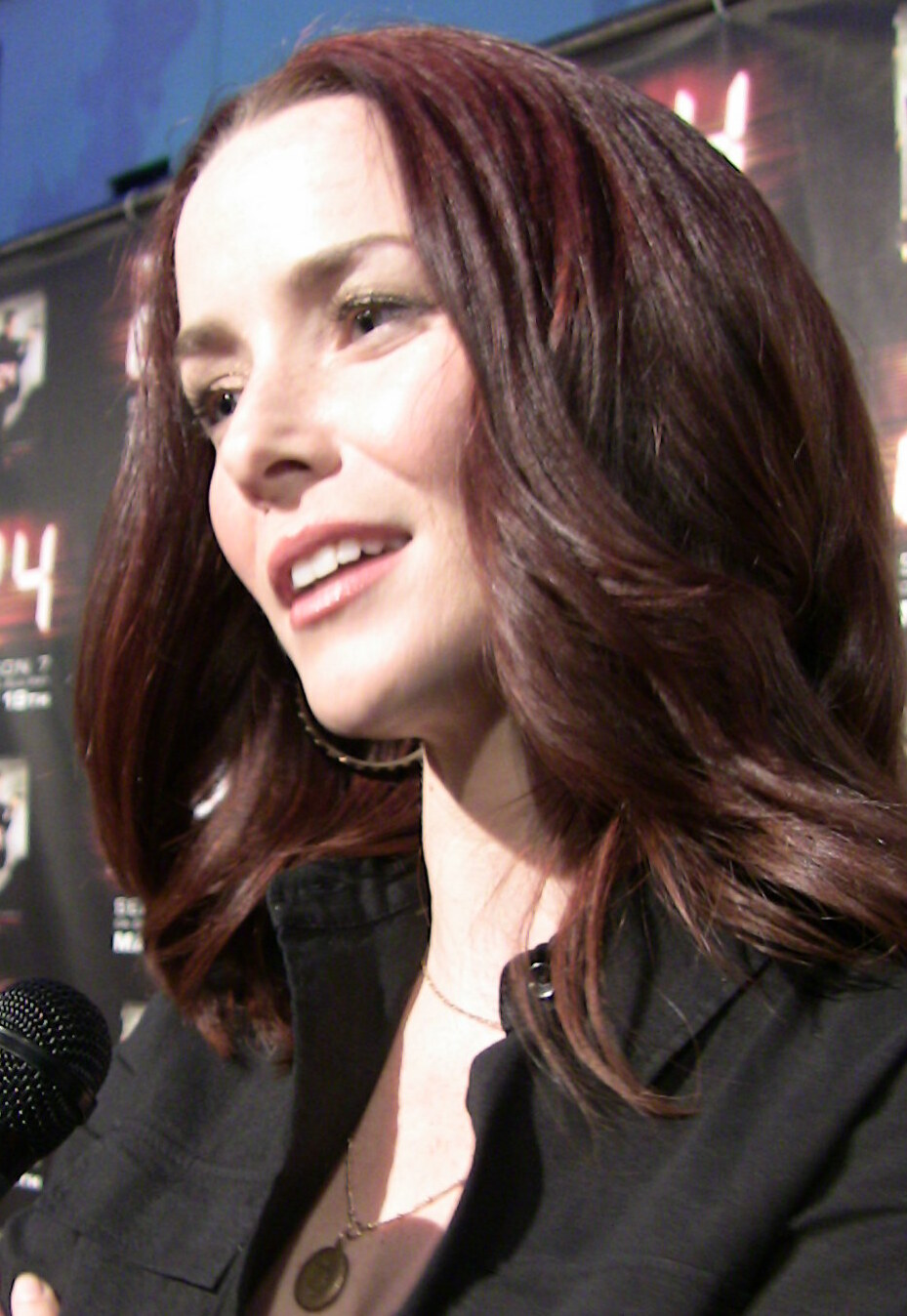
آنی ورشینگ صداگذار شخصیت تس.

تس (با صداگذاری و ضبط حرکت آنی ورشینگ) شریک و دوست قاچاقچی جوئل است. تس و جوئل مسئولیت رساندن الی به فایرفلای را دارند. این دو از قرنطینه نظامی خارج می شوند اما در حین انجام ماموریت تس؛ گاز گرفته می شود و از ادامه ماموریت باز می ماند. تس از جوئل می خواهد تا علاوه بر رساندن الی به فایرفلای، تامی را پیدا کند.
هنگام طراحی ظاهر فیزیکی تس ، تیم با هدف "سخت و توانا" نشان دادن وی، تلاش کردند تا عنصر قدرت را به منظور نشان دادن بی رحمی بیشتر وی نسبت به جو ، به تس اضافه کند. تس در اصل قرار بود به عنوان اصلی ترین شخصیت منفی معرفی شود و جوئل را یک سال قبل از آخرین درگیری که در آن توسط الی کشته می شود دنبال می کرد. با این حال ، باور این تیم برای دشوار بود که تس با جوئل اختلاف داشته باشد و او را برای یک سال تعقیب کند. این مسئله با تغییر عمده داستان و مثبت نشان دادن تس شد. ورشینگ تحت تأثیر فیلمنامه و توانایی دراکمن در نوشتن شخصیت های منحصر به فرد زن قرار گرفته بود. دراکمن نیز هنگام نوشتن شخصیت های زن بازی ، به ویژه تس و الی ، از تأثیرات خارجی ، مانند تصویر رسانه ای زنان ، اجتناب کرد ، زیرا او مایل بود داستان خود را بنویسد.
آنا تورو،  نقش تس را در مجموعه تلویزیونی بازی خواهد کرد.

## بیل
بیل (که صداگذاری و ضبط حرکت آن بر عهده دبلیو ارل براون است) یک بازمانده و شریک تجاری جوئل و تس است که در لینکلن در نزدیکی بوستون زندگی می کند. بیل ، مردی پرخاشگر و بی اعتماد است که در اواخر ۴۰ سالگی خود به تنهایی در یک شهر پر از آلودگی بازی می کند. در طول بازی جوئل، بیل را پیدا می کند به این امید که بیل بدهی خود را با تعمیر ماشین جوئل پرداخت کند اما بیل اصرار دارد که باتری ماشین از کار افتاده است و برای جایگزین کردن باتری باید به قسمت ناشناخته شهر بروند. پس از مبارزه با دبیرستان محلی، بیل متوجه می شود که باتری مورد استفاده او گم شده است. آنها از انبوه افراد آلوده اطراف مدرسه فرار می کنند و خود را در خانه ای متروکه می بینند ، جایی که بیل متوجه می شود شریک سابقش فرانک، با دار آویختن خودکشی کرده است. معلوم می شود که این دو با هم درگیر شده اند و فرانک قصد داشت با ماشین بیل فرار کند. بعد از درست شدن ماشین، جوئل بیل را رها می کند و با آنچه بین او و فرانک اتفاق افتاد ابراز همدردی می کند. بیل فقط با اطمینان از تسویه بدهی آنها پاسخ می دهد و سپس به جوئل دستور می دهد شهرش را ترک کند.
ظاهر بیل به گونه ای طراحی شده است فردی نشان دهد که هر کار برای زنده ماندش می کند. در بخشی از بازی مشخص می شود که بیل همجنسگرا است. دراکمن در ابتدا برای اعلام این موضوع در فیلمنامه بازی ابهام داشت اما در نهایت تصمیم به این عمل را گرفت. دراکمن برای جذابیت بیل ، مفهوم جملات متناقض را بررسی کرد. در حالی که بیل می گوید وابستگی به افراد شانس زنده ماندن را کاهش می دهد ، مشخص می شود که او شریکی داشته که واقعاً از او مراقبت می کرده است. نقش بیل در بازی نیز بیان نگرانی های جوئل در مورد همراهی الی بود ، زیرا جوئل آنها را صدا نمی‌کند. دراکمن می گوید: "دلیل او این است که بیل در واقع می تواند این را به جوئل بگوید و در مورد آن به جوئل هشدار دهد." 
بیل توسط کان اونیل در مجموعه تلویزیونی آخرین بازمانده از ما، بازی می شود.

## دیوید

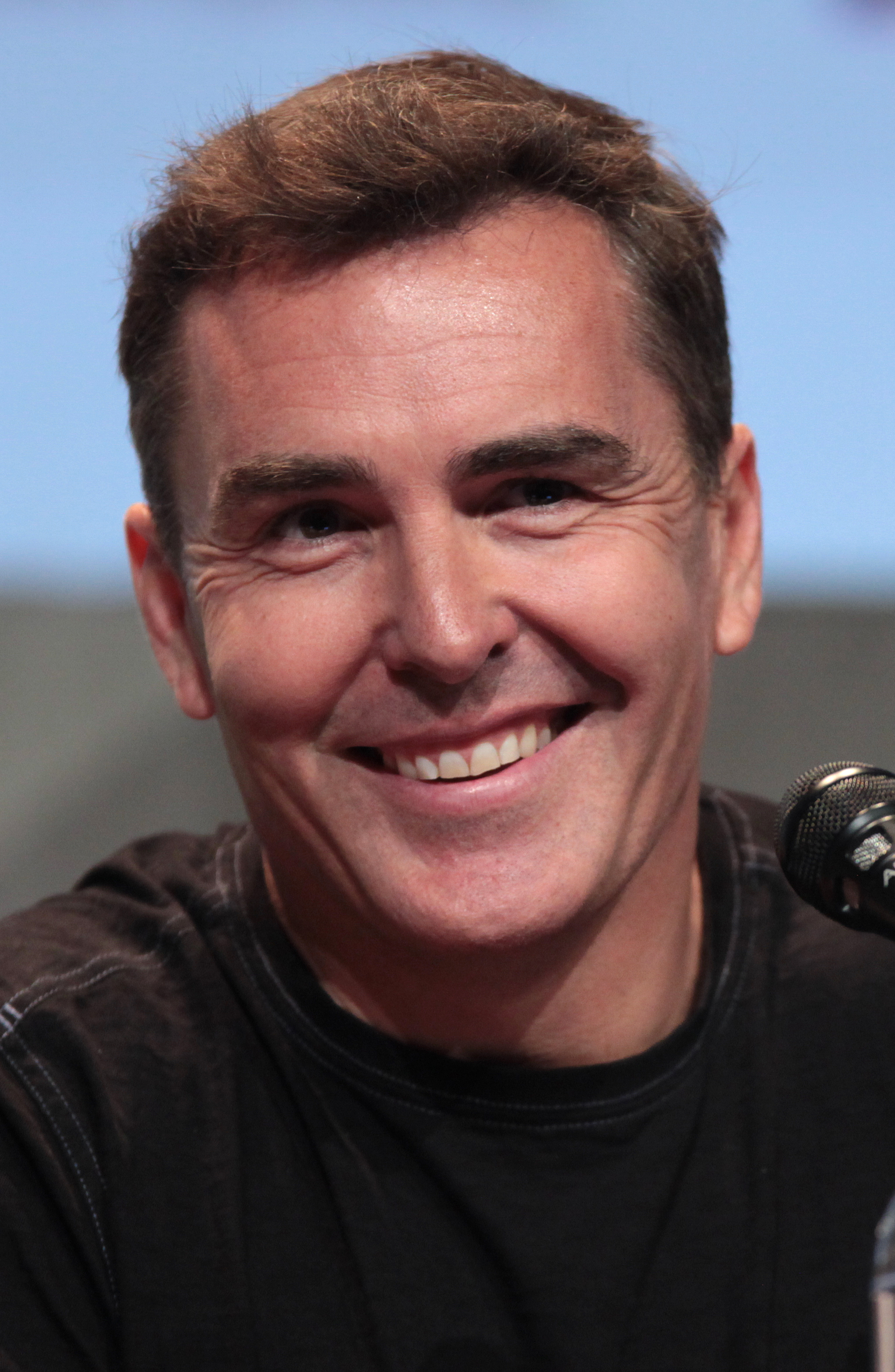
نولان نورث صداگذار شخصیت دیوید

دیوید (که صداگذاری و ضبط حرکت آن بر عهده نولان نورث بوده است) رهبر گروهی از آدمخواران است که الی در محل اقامتگاه لیک ساید به آنجا پناه می برد تا جوئل را که زخمی شده است نجات دهد. در ابتدا الی پس از کشتن یک گوزن به یک شکارچی دیگر برخورد می کند و او پیشنهاد می دهد که گوزن را با مقداری پنی سیلین برای درمان جوئل عوض کند. چندی بعد الی متوجه می شود که دیوید در واقع رهبر گروه شکارچیانی است که الی و جوئل آنها را قبلاً در دانشگاه کلرادو شرقی کشته بودند. دیوید به الی اجازه می دهد تا فرار کند ، اما بعداً او را پیدا می کند و او را می رباید و او را به پایگاه خود در شهر می برد. الی مجدد سعی در فرار می کند و به یک رستوران پناه می برد. دیوید به دنبال او می آید اما الی موفق می شود اون را بکشد.
حالت بدنی و حرکات دیوید به طور خاص برای نشان دادن طبیعتی گرم و دلسوز طراحی شده بود ، که باعث می شد بازیکنان اعتقاد داشته باشند که او پذیرای استقبال از الی در اجتماع خود است. صداپیشه کهنه کار نولان نورث که نقش اصلی ناتان دریک را در آنچارتد بازی می کند ، برای بازی در نقش دیوید انتخاب شد. وقتی دراكمن در مورد نقش به سراغش آمد ، نورث بلافاصله آن قسمت را پذیرفت و از تنوع آن در نقش های بازیگری قبلی خود قدردانی کرد. هنگام نمایش دیوید ، نورث باید متناسب با نقش صداش را تغییر می داد. اولین صدایی که او به دراکمن پیشنهاد کرد صدای آرام بود که در نهایت همین صدا برای شخصیت دیوید انتخاب شد. نورث برای به تصویر کشیدن این شخصیت، از منظرهای مختلف به شخصیت او نزدیک شد. نورث با دیوید همدل بود و اظهار داشت که اکثر اقدامات دیوید هنگام در نظر گرفتن وضعیت آخرالزمانی قابل درک است. او احساس می کرد که دیوید در ابتدا در تلاش برای محافظت از الی بود و آن را به عنوان "چراغ امیدی" برای وی تلقی می شد. قبل از نوشتن فیلمنامه، دیوید به عنوان "شاه آدم خوار" شناخته می شد و مشخص بود که الی با دشمنی روبرو می شود که او را تغییر می دهد.

## رایلی
رایلی آبل  (که صدا گذاری و ضبط تصویر آن بر عهده یانی کینگ بود) بهترین دوست الی است. الی و رایلی که در قسمت محتوای اضافی ظاهر شدند ، در مدرسه شبانه روزی نظامی که الی در سن سیزده سالگی به آنجا اعزام شد ، دوست شدند.رایلی در همان جا تصمیم برای پیوستن به فایر فلای گرفت. در ابتدای بازی، او پس از مدتها غیبت باز می گردد.الی و رایلی به پاتوق قدیمی خود در یک مرکز خرید متروکه می روند ، جایی که بر سر افشاگری رایلی مبنی بر اینکه او به زودی به شهر دیگری فرستاده می شود، دعوا می کنند. الی سرانجام از تصمیم او حمایت می کند، اما وقتی این دو قبل از جدایی با هم می رقصند، الی اشک می ریزد و از رایلی التماس می کند که آنجا را ترک نکند. اما رایلی بدون تردید تصمیم به انتخاب فایرفلای به جای بودن کنار الی میکند.
یانی کینگ با مطالعه فیلم نامه آخرین بازمانده از ما و همچنین کمیک آخرین بازمانده از ما: رؤیای آمریکایی برای نقش رایلی آماده شد. او اظهار داشت که رایلی "دارای شخصیتی بسیار قوی ، بسیار با انگیزه و مطمئن است." کینگ احساس کرد رایلی و الی واقعاً دوستی نزدیکی دارند و برای زنده ماندن یکدیگر را ملزم می کنند. او خاطر نشان کرد که آنها به یکدیگر اهمیت می دهند و هر دو می توانند به روابط خود تکیه کنند. او همچنین رایلی را به عنوان مربی الی می دید و به او در کشف دیدگاه های جدید در جهان کمک می کرد.

## سارا
سارا دختر جوئل است که اولین شخصیتی که در بازی ظاهر شد او بود. سپس جوئل، بعد تامی و بعد هم تس. در شبی که بیماری قارچ شروع شده بود، سارا با صدای تلفنش بیدار می شود و دنبال جوئل می گردد. بالاخره پدرش را پیدا می کند و عمویش آنها را سوار ماشینش می کند که بروند. پاهای سارا به شدت آسیب می بیند. پس جوئل او را بلند می کند و راه می رود. ولی پس از چند دقیقه، فرد ناشناسی به جوئل و سارا تیر می زند. جوئل خوب می شود ولی سارا می‌میرد.